# Gramzow
Gramzow é um município da Alemanha, situado no distrito de Uckermark, no estado de Brandemburgo. Tem 65,67 km² de área, e sua população em 2019 foi estimada em 1.800 habitantes.